# نومی لانگ

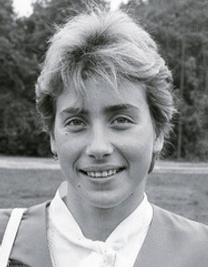
نومی لانگ

نومی لانگ (به انگلیسی: Noemi Lung) (زادهٔ ۱۶ مهٔ ۱۹۶۸) شناگر اهل رومانی است.